# Avion Pirata
Avión Pirata (lett. Aereo Pirata) è il nome dato dai boliviani a un Lockheed Constellation che misteriosamente effettuò alcuni voli nell'aeroporto El Trompillo di Santa Cruz, in Bolivia, nel 1961. L'aereo è rimasto in Bolivia dal 1961, quando fu costretto ad atterrare dall'aeronautica boliviana dopo un inseguimento in cui un suo capitano morì in un incidente.
L'aereo è diventato un'attrazione turistica, avendo subito diversi cambi di proprietà, diventando persino una leggenda metropolitana tra i boliviani.

## L'aereo
L'aereo è un Lockheed Constellation con codice di registrazione N2520B (prima era registrato come YV-C-AME), che al momento dell'incidente era intestato alla Lloyd Airlines di Miami, Florida (da non confondere con Lloyd Aereo Boliviano, l'allora compagnia di bandiera della Bolivia). Secondo l'AeroTransport Data Bank l'aereo fu venduto a un certo Brandon Anderson nel 1958. L'aereo aveva precedentemente volato per Braniff International Airways e Trans American Airlines prima di essere acquisito dalla Empire Supply Company nel 1960, mesi prima che accadesse l'incidente. Esiste un modellino di aereo di questo aereo, poiché Corgi Toys rilasciò sul mercato un modello del Constellation in livrea Braniff.

## Il volo fatidico
Per qualche tempo prima del volo finale dell'N2520B, il Constellation aveva effettuato dei voli notturni per l'aeroporto El Trompillo. La gente del posto ritiene che dagli Stati Uniti trasportasse merci come sigarette, tessuti, whisky, calzini, televisori e articoli di contrabbando a Buenos Aires e Arica, così come altre destinazioni non specificate.
Sabato 29 luglio 1961 l'aereo atterrò all'aeroporto El Trompillo e vi rimase fino al 30 luglio, quando decollò verso sud. Gli occupanti dell'aereo non avevano compilato alcun piano di volo; dissero invece che stavano operando un volo di sola pratica. Subito dopo il decollo, la torre di controllo di Trompillo allertò la Fuerza Aérea Boliviana, che inviò dei P-51 Mustang all'inseguimento. I piloti del P-51 e la torre di controllo comunicarono all'equipaggio dell'aereo di volare a Cochabamba, ma l'equipaggio ignorò la richiesta.
A quel punto i P-51 spararono al Constellation, costringendo i piloti a tentare un atterraggio di emergenza a El Trompillo. Mentre l'aereo scendeva, l'equipaggio si tuffò in picchiata nell'ultimo tentativo di convincere i P-51 a interrompere l'inseguimento, provocando lo schianto, con conseguente morte, di un pilota, il capitano Alberto Peredo Céspedes. Il Constellation stesso atterrò a El Trompillo e i membri dell'equipaggio furono arrestati sul posto. Gli pneumatici dell'aereo saltarono in aria e la compagnia aerea militare locale, la TAM, inviò dei soldati da Cochabamba per evitare che l'aeroporto venisse preso d'assalto dai guerriglieri.

## Le tribolazioni dell'equipaggio
In seguito all'incidente, il presidente boliviano Víctor Paz Estenssoro ordinò un'indagine che si concluse con l'arresto di 85 soldati e al congedo con disonore di altri 130. Vennero arrestati anche i piloti William Roy Robinson e William Friedman, il copilota Salvatore Henrique Romano, l'ingegnere di volo Bertrand Vinson e il radiotelegrafista Gene Hawkins. Il caso e la sua indagine divennero noti a livello nazionale in Bolivia come il caso Constellation.
I quattro americani e un brasiliano (Henrique Romano) furono accusati di omicidio, pirateria, violazione delle leggi internazionali e contrabbando. Dopo essere stati incarcerati nel carcere di Panóptico de La Paz, tre di loro ottennero la libertà provvisoria e due vennero ricoverati in un ospedale locale sotto la supervisione dell'allora viceconsole americano in Bolivia, Samuel Karp.
Nel novembre 1961 giunse l'annuncio che l'equipaggio dell'aereo era fuggito dalla Bolivia. Furono processati in contumacia e nel 1967 il pubblico ministero chiese dieci anni di reclusione per ciascun membro dell'equipaggio. Alla fine, nessuno dei cinque uomini sull'aereo tornò mai in Bolivia e quattro di loro sono ancora latitanti.
Il pilota William Roy Robinson morì il 1 aprile 2010, all'età di 90 anni, venendo sepolto nel cimitero di famiglia, a San Mateo, in Florida.

## Destino dell'aereo
Il 25 agosto 1961, un giudice locale assegnò ad un comandante dell'aeronautica boliviana la custodia dell'aereo e del contenuto che aveva nella stiva durante il suo ultimo volo, come risarcimento per il P-51 perso durante l'inseguimento dell'aereo, ma la dogana del distretto di La Paz impedì che ciò accadesse e l'aereo divenne invece di proprietà del Military Aviation College della FAB. Nel 1979, l'aereo fu spostato al Parco Boris Banzer Prada in viale Uruguay a Santa Cruz dall'aeroporto El Trompillo, poiché fu donato al governo della città di Santa Cruz, che decise di collocarlo nel barrio El Tao, dove si trova il parco.
L'aereo fu successivamente trasformato in una biblioteca, e successivamente venne utilizzato come filiale del Banco de Crédito de Bolivia dopo essere caduto in rovina ed essere stato restaurato. È stato utilizzato per scopi pubblicitari dalla Pepsi e da Aerosur, la principale compagnia aerea locale, chiusa nel 2012. Un telegiornale riportò che l'aereo era in rovina alla fine del 2014.